# Transports en commun de Concarneau
Les transports en commun de Concarneau sont réalisés par un réseau d'autobus desservant la commune de Concarneau et ses alentours dans le département de la Finistère, sous le nom commercial de Coralie.

## Histoire
Le réseau d'autobus de Concarneau fut créé dans une date inconnue. Historiquement, la ville de Concarneau a été reliée par une ligne ferroviaire locale au début du XXe siècle.

## Lignes du réseau

### Lignes urbaines
| Ligne | Caractéristiques | Caractéristiques | Caractéristiques | Caractéristiques | Caractéristiques | Caractéristiques | Caractéristiques | Caractéristiques | Caractéristiques |
| 1     | Concarneau — Keramporiel ⥋ Concarneau — Le Porzou | Concarneau — Keramporiel ⥋ Concarneau — Le Porzou | Concarneau — Keramporiel ⥋ Concarneau — Le Porzou | Concarneau — Keramporiel ⥋ Concarneau — Le Porzou | Concarneau — Keramporiel ⥋ Concarneau — Le Porzou | Concarneau — Keramporiel ⥋ Concarneau — Le Porzou | Concarneau — Keramporiel ⥋ Concarneau — Le Porzou | Concarneau — Keramporiel ⥋ Concarneau — Le Porzou | Concarneau — Keramporiel ⥋ Concarneau — Le Porzou |
| ----- | --- | --- | --- | --- | --- | --- | --- | --- | --- |
| 1     | Ouverture / Fermeture 2 janvier 2012 / — | Longueur 12 km | Durée 35 min | Nb. d’arrêts 30 | Matériel Standards | Jours de fonctionnement L, Ma, Me, J, V, S, D | Jour / Soir / Nuit / Fêtes O / N / N / N | Voy. / an — | Exploitant Bus&Cars (Océlorn) |
| 1     | Desserte : - Communes desservies : Concarneau - Gares desservies : aucune | | | | | | | | |
| 1     | Autre : - Arrêts non accessibles aux UFR : non communiqué - Particularités : la ligne ne circule le dimanche et jour férié uniquement durant le mois de Juillet et Août - Date de dernière mise à jour : 16 novembre 2021.                                      | | | | | | | | |
| 1     | Dernière actualisation : — | | | | | | | | |
| 2     | Concarneau — Maison Blanche / Concarneau — ZC de Kériolet (certains services) / Concarneau — Centre-Du Guesclin ⥋ Concarneau — Le Porzou / Trégunc -- Sterenn / Pont-Aven – Kerose (certains services) / Riec-sur-Bélon -- Place Y. Loudoux (certains services) | Concarneau — Maison Blanche / Concarneau — ZC de Kériolet (certains services) / Concarneau — Centre-Du Guesclin ⥋ Concarneau — Le Porzou / Trégunc -- Sterenn / Pont-Aven – Kerose (certains services) / Riec-sur-Bélon -- Place Y. Loudoux (certains services) | Concarneau — Maison Blanche / Concarneau — ZC de Kériolet (certains services) / Concarneau — Centre-Du Guesclin ⥋ Concarneau — Le Porzou / Trégunc -- Sterenn / Pont-Aven – Kerose (certains services) / Riec-sur-Bélon -- Place Y. Loudoux (certains services) | Concarneau — Maison Blanche / Concarneau — ZC de Kériolet (certains services) / Concarneau — Centre-Du Guesclin ⥋ Concarneau — Le Porzou / Trégunc -- Sterenn / Pont-Aven – Kerose (certains services) / Riec-sur-Bélon -- Place Y. Loudoux (certains services) | Concarneau — Maison Blanche / Concarneau — ZC de Kériolet (certains services) / Concarneau — Centre-Du Guesclin ⥋ Concarneau — Le Porzou / Trégunc -- Sterenn / Pont-Aven – Kerose (certains services) / Riec-sur-Bélon -- Place Y. Loudoux (certains services) | Concarneau — Maison Blanche / Concarneau — ZC de Kériolet (certains services) / Concarneau — Centre-Du Guesclin ⥋ Concarneau — Le Porzou / Trégunc -- Sterenn / Pont-Aven – Kerose (certains services) / Riec-sur-Bélon -- Place Y. Loudoux (certains services) | Concarneau — Maison Blanche / Concarneau — ZC de Kériolet (certains services) / Concarneau — Centre-Du Guesclin ⥋ Concarneau — Le Porzou / Trégunc -- Sterenn / Pont-Aven – Kerose (certains services) / Riec-sur-Bélon -- Place Y. Loudoux (certains services) | Concarneau — Maison Blanche / Concarneau — ZC de Kériolet (certains services) / Concarneau — Centre-Du Guesclin ⥋ Concarneau — Le Porzou / Trégunc -- Sterenn / Pont-Aven – Kerose (certains services) / Riec-sur-Bélon -- Place Y. Loudoux (certains services) | Concarneau — Maison Blanche / Concarneau — ZC de Kériolet (certains services) / Concarneau — Centre-Du Guesclin ⥋ Concarneau — Le Porzou / Trégunc -- Sterenn / Pont-Aven – Kerose (certains services) / Riec-sur-Bélon -- Place Y. Loudoux (certains services) |
| 2     | Ouverture / Fermeture 2 janvier 2012 / — | Longueur 11 - 15 - 21 - 27 km | Durée — | Nb. d’arrêts — | Matériel Standards | Jours de fonctionnement L, Ma, Me, J, V, S, D | Jour / Soir / Nuit / Fêtes O / N / N / N | Voy. / an — | Exploitant Bus&Cars (Océlorn) |
| 2     | Desserte : - Communes desservies : Concarneau / Trégunc / Pont-Aven / Riec-sur-Bélon - Gares desservies : aucune | | | | | | | | |
| 2     | Autre : - Arrêts non accessibles aux UFR : non communiqué - Particularités : la ligne ne circule le dimanche et jour férié uniquement durant le mois de Juillet et Août - Date de dernière mise à jour : 16 novembre 2021.                                      | | | | | | | | |
| 2     | Dernière actualisation : — | | | | | | | | |
| 3     | Concarneau — Centre-du Guesclin ⥋ Concarneau – Kéramporiel / | Concarneau — Centre-du Guesclin ⥋ Concarneau – Kéramporiel / | Concarneau — Centre-du Guesclin ⥋ Concarneau – Kéramporiel / | Concarneau — Centre-du Guesclin ⥋ Concarneau – Kéramporiel / | Concarneau — Centre-du Guesclin ⥋ Concarneau – Kéramporiel / | Concarneau — Centre-du Guesclin ⥋ Concarneau – Kéramporiel / | Concarneau — Centre-du Guesclin ⥋ Concarneau – Kéramporiel / | Concarneau — Centre-du Guesclin ⥋ Concarneau – Kéramporiel / | Concarneau — Centre-du Guesclin ⥋ Concarneau – Kéramporiel / |
| 3     | Ouverture / Fermeture 2 janvier 2012 / — | Longueur — | Durée — | Nb. d’arrêts — | Matériel Standards Midibus | Jours de fonctionnement L, Ma, Me, J, V, S, D | Jour / Soir / Nuit / Fêtes O / N / N / N | Voy. / an — | Exploitant Bus&Cars (Océlorn) |
| 3     | Desserte : - Communes desservies : Concarneau - Gares desservies : aucune | | | | | | | | |
| 3     | Autre : - Arrêts non accessibles aux UFR : non communiqué - Particularités : la ligne ne circule le dimanche et jour férié uniquement durant le mois de Juillet et Août - Date de dernière mise à jour : 16 novembre 2021.                                      | | | | | | | | |
| 3     | Dernière actualisation : — | | | | | | | | |
| 4     | Concarneau — Le Port ⥋ Rosporden – Gare SNCF | Concarneau — Le Port ⥋ Rosporden – Gare SNCF | Concarneau — Le Port ⥋ Rosporden – Gare SNCF | Concarneau — Le Port ⥋ Rosporden – Gare SNCF | Concarneau — Le Port ⥋ Rosporden – Gare SNCF | Concarneau — Le Port ⥋ Rosporden – Gare SNCF | Concarneau — Le Port ⥋ Rosporden – Gare SNCF | Concarneau — Le Port ⥋ Rosporden – Gare SNCF | Concarneau — Le Port ⥋ Rosporden – Gare SNCF |
| 4     | Ouverture / Fermeture 2 janvier 2012 / — | Longueur — | Durée — | Nb. d’arrêts — | Matériel Autocars | Jours de fonctionnement L, Ma, Me, J, V, S, D | Jour / Soir / Nuit / Fêtes O / N / N / N | Voy. / an — | Exploitant Bus&Cars (Océlorn) |
| 4     | Desserte : - Communes desservies : Concarneau, Melgven, Rosporden - Gares desservies : Rosporden | | | | | | | | |
| 4     | Autre : - Arrêts non accessibles aux UFR : non communiqué - Particularités : la ligne ne circule le dimanche et jour férié uniquement durant le mois de Juillet et Août - Date de dernière mise à jour : 16 novembre 2021.                                      | | | | | | | | |
| 4     | Dernière actualisation : — | | | | | | | | |
| 5     | Concarneau — Le Porzou ⥋ Concarneau — Pointe du Cabellou | Concarneau — Le Porzou ⥋ Concarneau — Pointe du Cabellou | Concarneau — Le Porzou ⥋ Concarneau — Pointe du Cabellou | Concarneau — Le Porzou ⥋ Concarneau — Pointe du Cabellou | Concarneau — Le Porzou ⥋ Concarneau — Pointe du Cabellou | Concarneau — Le Porzou ⥋ Concarneau — Pointe du Cabellou | Concarneau — Le Porzou ⥋ Concarneau — Pointe du Cabellou | Concarneau — Le Porzou ⥋ Concarneau — Pointe du Cabellou | Concarneau — Le Porzou ⥋ Concarneau — Pointe du Cabellou |
| 5     | Ouverture / Fermeture 2 janvier 2012 / — | Longueur — | Durée — | Nb. d’arrêts — | Matériel Standards | Jours de fonctionnement L, Ma, Me, J, V, S, D | Jour / Soir / Nuit / Fêtes O / N / N / N | Voy. / an — | Exploitant Bus&Cars (Océlorn) |
| 5     | Desserte : - Communes desservies : Concarneau - Gares desservies : aucune | | | | | | | | |
| 5     | Autre : - Arrêts non accessibles aux UFR : non communiqué - Particularités : la ligne ne circule le dimanche et jour férié uniquement durant le mois de Juillet et Août - Date de dernière mise à jour : 16 novembre 2021.                                      | | | | | | | | |
| 5     | Dernière actualisation : — | | | | | | | | |
| 6     | Concarneau — Jean Jaurès ⥋ Concarneau – Lanadan | Concarneau — Jean Jaurès ⥋ Concarneau – Lanadan | Concarneau — Jean Jaurès ⥋ Concarneau – Lanadan | Concarneau — Jean Jaurès ⥋ Concarneau – Lanadan | Concarneau — Jean Jaurès ⥋ Concarneau – Lanadan | Concarneau — Jean Jaurès ⥋ Concarneau – Lanadan | Concarneau — Jean Jaurès ⥋ Concarneau – Lanadan | Concarneau — Jean Jaurès ⥋ Concarneau – Lanadan | Concarneau — Jean Jaurès ⥋ Concarneau – Lanadan |
| 6     | Ouverture / Fermeture 2 janvier 2012 / — | Longueur — | Durée — | Nb. d’arrêts — | Matériel Standards | Jours de fonctionnement L, Ma, Me, J, V, S, D | Jour / Soir / Nuit / Fêtes O / N / N / N | Voy. / an — | Exploitant Bus&Cars (Océlorn) |
| 6     | Desserte : - Communes desservies : Concarneau - Gares desservies : aucune | | | | | | | | |
| 6     | Autre : - Arrêts non accessibles aux UFR : non communiqué - Particularités : la ligne ne circule le dimanche et jour férié uniquement durant le mois de Juillet et Août - Date de dernière mise à jour : 16 novembre 2021.                                      | | | | | | | | |
| 6     | Dernière actualisation : — | | | | | | | | |

### Lignes périurbaines (TAD)
Les lignes périurbaines du réseau Coralie sont à réservation obligatoire (TAD).
| Ligne | Caractéristiques | Caractéristiques                                               | Caractéristiques                                               | Caractéristiques                                               | Caractéristiques                                               | Caractéristiques                                               | Caractéristiques                                               | Caractéristiques                                               | Caractéristiques                                               |
| 10    | Concarneau — Keramporiel ⥋ Saint-Yvi — Centre de Convalescence                                                                                      | Concarneau — Keramporiel ⥋ Saint-Yvi — Centre de Convalescence | Concarneau — Keramporiel ⥋ Saint-Yvi — Centre de Convalescence | Concarneau — Keramporiel ⥋ Saint-Yvi — Centre de Convalescence | Concarneau — Keramporiel ⥋ Saint-Yvi — Centre de Convalescence | Concarneau — Keramporiel ⥋ Saint-Yvi — Centre de Convalescence | Concarneau — Keramporiel ⥋ Saint-Yvi — Centre de Convalescence | Concarneau — Keramporiel ⥋ Saint-Yvi — Centre de Convalescence | Concarneau — Keramporiel ⥋ Saint-Yvi — Centre de Convalescence |
| ----- | --- | -------------------------------------------------------------- | -------------------------------------------------------------- | -------------------------------------------------------------- | -------------------------------------------------------------- | -------------------------------------------------------------- | -------------------------------------------------------------- | -------------------------------------------------------------- | -------------------------------------------------------------- |
| 10    | Ouverture / Fermeture 2 janvier 2012 / — | Longueur —                                                     | Durée —                                                        | Nb. d’arrêts —                                                 | Matériel Minibus                                               | Jours de fonctionnement L, Ma, Me, J, V, S                     | Jour / Soir / Nuit / Fêtes O / N / N / N                       | Voy. / an —                                                    | Exploitant Bus&Cars (Océlorn)                                  |
| 10    | Desserte : - Communes desservies : Rosporden, Saint-Yvi - Gares desservies : aucune                                                                 |                                                                |                                                                |                                                                |                                                                |                                                                |                                                                |                                                                |                                                                |
| 10    | Autre : - Arrêts non accessibles aux UFR : non communiqué - Particularités : transport à demande - Date de dernière mise à jour : 16 novembre 2021. |                                                                |                                                                |                                                                |                                                                |                                                                |                                                                |                                                                |                                                                |
| 10    | Dernière actualisation : — |                                                                |                                                                |                                                                |                                                                |                                                                |                                                                |                                                                |                                                                |
| 11    | Concarneau — Keramporiel ⥋ Elliant — Place de Cornouaille                                                                                           | Concarneau — Keramporiel ⥋ Elliant — Place de Cornouaille      | Concarneau — Keramporiel ⥋ Elliant — Place de Cornouaille      | Concarneau — Keramporiel ⥋ Elliant — Place de Cornouaille      | Concarneau — Keramporiel ⥋ Elliant — Place de Cornouaille      | Concarneau — Keramporiel ⥋ Elliant — Place de Cornouaille      | Concarneau — Keramporiel ⥋ Elliant — Place de Cornouaille      | Concarneau — Keramporiel ⥋ Elliant — Place de Cornouaille      | Concarneau — Keramporiel ⥋ Elliant — Place de Cornouaille      |
| 11    | Ouverture / Fermeture 2 janvier 2012 / — | Longueur —                                                     | Durée —                                                        | Nb. d’arrêts —                                                 | Matériel Minibus                                               | Jours de fonctionnement L, Ma, Me, J, V, S                     | Jour / Soir / Nuit / Fêtes O / N / N / N                       | Voy. / an —                                                    | Exploitant Bus&Cars (Océlorn)                                  |
| 11    | Desserte : - Communes desservies : Rosporden, Elliant - Gares desservies : aucune                                                                   |                                                                |                                                                |                                                                |                                                                |                                                                |                                                                |                                                                |                                                                |
| 11    | Autre : - Arrêts non accessibles aux UFR : non communiqué - Particularités : transport à demande - Date de dernière mise à jour : 16 novembre 2021. |                                                                |                                                                |                                                                |                                                                |                                                                |                                                                |                                                                |                                                                |
| 11    | Dernière actualisation : — |                                                                |                                                                |                                                                |                                                                |                                                                |                                                                |                                                                |                                                                |
| 12    | Rosporden — Gare SNCF ⥋ Tourc'h — Bourg | Rosporden — Gare SNCF ⥋ Tourc'h — Bourg                        | Rosporden — Gare SNCF ⥋ Tourc'h — Bourg                        | Rosporden — Gare SNCF ⥋ Tourc'h — Bourg                        | Rosporden — Gare SNCF ⥋ Tourc'h — Bourg                        | Rosporden — Gare SNCF ⥋ Tourc'h — Bourg                        | Rosporden — Gare SNCF ⥋ Tourc'h — Bourg                        | Rosporden — Gare SNCF ⥋ Tourc'h — Bourg                        | Rosporden — Gare SNCF ⥋ Tourc'h — Bourg                        |
| 12    | Ouverture / Fermeture 2 janvier 2012 / — | Longueur —                                                     | Durée —                                                        | Nb. d’arrêts —                                                 | Matériel Minibus                                               | Jours de fonctionnement L, Ma, Me, J, V, S                     | Jour / Soir / Nuit / Fêtes O / N / N / N                       | Voy. / an —                                                    | Exploitant Bus&Cars (Océlorn)                                  |
| 12    | Desserte : - Communes desservies : Rosporden, Tourc'h - Gares desservies : Rosporden                                                                |                                                                |                                                                |                                                                |                                                                |                                                                |                                                                |                                                                |                                                                |
| 12    | Autre : - Arrêts non accessibles aux UFR : non communiqué - Particularités : transport à demande - Date de dernière mise à jour : 16 novembre 2021. |                                                                |                                                                |                                                                |                                                                |                                                                |                                                                |                                                                |                                                                |
| 12    | Dernière actualisation : — |                                                                |                                                                |                                                                |                                                                |                                                                |                                                                |                                                                |                                                                |
| 13    | Trégunc — Pouldohan ⥋ Névez — Mairie | Trégunc — Pouldohan ⥋ Névez — Mairie                           | Trégunc — Pouldohan ⥋ Névez — Mairie                           | Trégunc — Pouldohan ⥋ Névez — Mairie                           | Trégunc — Pouldohan ⥋ Névez — Mairie                           | Trégunc — Pouldohan ⥋ Névez — Mairie                           | Trégunc — Pouldohan ⥋ Névez — Mairie                           | Trégunc — Pouldohan ⥋ Névez — Mairie                           | Trégunc — Pouldohan ⥋ Névez — Mairie                           |
| 13    | Ouverture / Fermeture 2 janvier 2012 / — | Longueur —                                                     | Durée —                                                        | Nb. d’arrêts —                                                 | Matériel Minibus                                               | Jours de fonctionnement L, Ma, Me, J, V, S                     | Jour / Soir / Nuit / Fêtes O / N / N / N                       | Voy. / an —                                                    | Exploitant Bus&Cars (Océlorn)                                  |
| 13    | Desserte : - Communes desservies : Trégunc, Névez - Gares desservies : aucune                                                                       |                                                                |                                                                |                                                                |                                                                |                                                                |                                                                |                                                                |                                                                |
| 13    | Autre : - Arrêts non accessibles aux UFR : non communiqué - Particularités : transport à demande - Date de dernière mise à jour : 16 novembre 2021. |                                                                |                                                                |                                                                |                                                                |                                                                |                                                                |                                                                |                                                                |
| 13    | Dernière actualisation : — |                                                                |                                                                |                                                                |                                                                |                                                                |                                                                |                                                                |                                                                |
| 14    | Trégunc — Centre ⥋ Concarneau — Le Porzou | Trégunc — Centre ⥋ Concarneau — Le Porzou                      | Trégunc — Centre ⥋ Concarneau — Le Porzou                      | Trégunc — Centre ⥋ Concarneau — Le Porzou                      | Trégunc — Centre ⥋ Concarneau — Le Porzou                      | Trégunc — Centre ⥋ Concarneau — Le Porzou                      | Trégunc — Centre ⥋ Concarneau — Le Porzou                      | Trégunc — Centre ⥋ Concarneau — Le Porzou                      | Trégunc — Centre ⥋ Concarneau — Le Porzou                      |
| 14    | Ouverture / Fermeture 2 janvier 2012 / — | Longueur —                                                     | Durée —                                                        | Nb. d’arrêts —                                                 | Matériel Minibus                                               | Jours de fonctionnement L, Ma, Me, J, V, S                     | Jour / Soir / Nuit / Fêtes O / N / N / N                       | Voy. / an —                                                    | Exploitant Bus&Cars (Océlorn)                                  |
| 14    | Desserte : - Communes desservies : Trégunc, Névez - Gares desservies : aucune                                                                       |                                                                |                                                                |                                                                |                                                                |                                                                |                                                                |                                                                |                                                                |
| 14    | Autre : - Arrêts non accessibles aux UFR : non communiqué - Particularités : transport à demande - Date de dernière mise à jour : 16 novembre 2021. |                                                                |                                                                |                                                                |                                                                |                                                                |                                                                |                                                                |                                                                |
| 14    | Dernière actualisation : — |                                                                |                                                                |                                                                |                                                                |                                                                |                                                                |                                                                |                                                                |
| 15    | Concarneau — Jean Jaurès ⥋ Melgven — Candol | Concarneau — Jean Jaurès ⥋ Melgven — Candol                    | Concarneau — Jean Jaurès ⥋ Melgven — Candol                    | Concarneau — Jean Jaurès ⥋ Melgven — Candol                    | Concarneau — Jean Jaurès ⥋ Melgven — Candol                    | Concarneau — Jean Jaurès ⥋ Melgven — Candol                    | Concarneau — Jean Jaurès ⥋ Melgven — Candol                    | Concarneau — Jean Jaurès ⥋ Melgven — Candol                    | Concarneau — Jean Jaurès ⥋ Melgven — Candol                    |
| 15    | Ouverture / Fermeture 2 janvier 2012 / — | Longueur —                                                     | Durée —                                                        | Nb. d’arrêts —                                                 | Matériel Minibus                                               | Jours de fonctionnement L, Ma, Me, J, V, S                     | Jour / Soir / Nuit / Fêtes O / N / N / N                       | Voy. / an —                                                    | Exploitant Bus&Cars (Océlorn)                                  |
| 15    | Desserte : - Communes desservies : Concarneau, Melgven - Gares desservies : aucune                                                                  |                                                                |                                                                |                                                                |                                                                |                                                                |                                                                |                                                                |                                                                |
| 15    | Autre : - Arrêts non accessibles aux UFR : non communiqué - Particularités : transport à demande - Date de dernière mise à jour : 16 novembre 2021. |                                                                |                                                                |                                                                |                                                                |                                                                |                                                                |                                                                |                                                                |
| 15    | Dernière actualisation : — |                                                                |                                                                |                                                                |                                                                |                                                                |                                                                |                                                                |                                                                |
| 16    | Trégunc — Sterenn ⥋ Rosporden — Gare SNCF | Trégunc — Sterenn ⥋ Rosporden — Gare SNCF                      | Trégunc — Sterenn ⥋ Rosporden — Gare SNCF                      | Trégunc — Sterenn ⥋ Rosporden — Gare SNCF                      | Trégunc — Sterenn ⥋ Rosporden — Gare SNCF                      | Trégunc — Sterenn ⥋ Rosporden — Gare SNCF                      | Trégunc — Sterenn ⥋ Rosporden — Gare SNCF                      | Trégunc — Sterenn ⥋ Rosporden — Gare SNCF                      | Trégunc — Sterenn ⥋ Rosporden — Gare SNCF                      |
| 16    | Ouverture / Fermeture 2 janvier 2012 / — | Longueur —                                                     | Durée —                                                        | Nb. d’arrêts —                                                 | Matériel Minibus                                               | Jours de fonctionnement L, Ma, Me, J, V, S                     | Jour / Soir / Nuit / Fêtes O / N / N / N                       | Voy. / an —                                                    | Exploitant Bus&Cars (Océlorn)                                  |
| 16    | Desserte : - Communes desservies : Trégunc, Concarneau, Melgven, Rosporden - Gares desservies : Rosporden                                           |                                                                |                                                                |                                                                |                                                                |                                                                |                                                                |                                                                |                                                                |
| 16    | Autre : - Arrêts non accessibles aux UFR : non communiqué - Particularités : transport à demande - Date de dernière mise à jour : 16 novembre 2021. |                                                                |                                                                |                                                                |                                                                |                                                                |                                                                |                                                                |                                                                |
| 16    | Dernière actualisation : — |                                                                |                                                                |                                                                |                                                                |                                                                |                                                                |                                                                |                                                                |
| 17    | Rosporden — Gare SNCF ⥋ Rosporden — Navalhars | Rosporden — Gare SNCF ⥋ Rosporden — Navalhars                  | Rosporden — Gare SNCF ⥋ Rosporden — Navalhars                  | Rosporden — Gare SNCF ⥋ Rosporden — Navalhars                  | Rosporden — Gare SNCF ⥋ Rosporden — Navalhars                  | Rosporden — Gare SNCF ⥋ Rosporden — Navalhars                  | Rosporden — Gare SNCF ⥋ Rosporden — Navalhars                  | Rosporden — Gare SNCF ⥋ Rosporden — Navalhars                  | Rosporden — Gare SNCF ⥋ Rosporden — Navalhars                  |
| 17    | Ouverture / Fermeture 2 janvier 2012 / — | Longueur —                                                     | Durée —                                                        | Nb. d’arrêts —                                                 | Matériel Minibus                                               | Jours de fonctionnement L, Ma, Me, J, V, S                     | Jour / Soir / Nuit / Fêtes O / N / N / N                       | Voy. / an —                                                    | Exploitant Bus&Cars (Océlorn)                                  |
| 17    | Desserte : - Communes desservies : Rosporden - Gares desservies : aucune                                                                            |                                                                |                                                                |                                                                |                                                                |                                                                |                                                                |                                                                |                                                                |
| 17    | Autre : - Arrêts non accessibles aux UFR : non communiqué - Particularités : transport à demande - Date de dernière mise à jour : 16 novembre 2021. |                                                                |                                                                |                                                                |                                                                |                                                                |                                                                |                                                                |                                                                |
| 17    | Dernière actualisation : — |                                                                |                                                                |                                                                |                                                                |                                                                |                                                                |                                                                |                                                                |
| 18    | Névez — Port Manec'h ⥋ Pont-Aven — Kerose | Névez — Port Manec'h ⥋ Pont-Aven — Kerose                      | Névez — Port Manec'h ⥋ Pont-Aven — Kerose                      | Névez — Port Manec'h ⥋ Pont-Aven — Kerose                      | Névez — Port Manec'h ⥋ Pont-Aven — Kerose                      | Névez — Port Manec'h ⥋ Pont-Aven — Kerose                      | Névez — Port Manec'h ⥋ Pont-Aven — Kerose                      | Névez — Port Manec'h ⥋ Pont-Aven — Kerose                      | Névez — Port Manec'h ⥋ Pont-Aven — Kerose                      |
| 18    | Ouverture / Fermeture 2 janvier 2012 / — | Longueur —                                                     | Durée —                                                        | Nb. d’arrêts —                                                 | Matériel Minibus                                               | Jours de fonctionnement L, Ma, Me, J, V, S                     | Jour / Soir / Nuit / Fêtes O / N / N / N                       | Voy. / an —                                                    | Exploitant Bus&Cars (Océlorn)                                  |
| 18    | Desserte : - Communes desservies : Névez, Pont-Aven - Gares desservies : aucune                                                                     |                                                                |                                                                |                                                                |                                                                |                                                                |                                                                |                                                                |                                                                |
| 18    | Autre : - Arrêts non accessibles aux UFR : non communiqué - Particularités : transport à demande - Date de dernière mise à jour : 16 novembre 2021. |                                                                |                                                                |                                                                |                                                                |                                                                |                                                                |                                                                |                                                                |
| 18    | Dernière actualisation : — |                                                                |                                                                |                                                                |                                                                |                                                                |                                                                |                                                                |                                                                |

## Parc de véhicules
En novembre 2024, le parc d'autobus du réseau Coralie est composé de 28 véhicules dont 6 bus articulés, 13 bus standards, 2 midibus, 5 minibus et 8 autocars. Au sein de cette flotte, les autres véhicules sont équipés de hybride Diesel-électrique et les autres véhicules sont équipés de moteurs Diesel.

### Bus standards
| Constructeur  | Modèle            | Nombre | Numéros de parc | Période de mise en service          | Affectation   | Observation |
| ------------- | ----------------- | ------ | --------------- | ----------------------------------- | ------------- | ----------- |
| Iveco Bus     | Crossway LE City  | 1      | 19              | Mai 2014                            | 1, 2, 3, 5, 6 | –           |
| Mercedes-Benz | Citaro Facelift   | 5      | 43-47           | Entre septembre 2007 à juillet 2011 | 1, 2, 3, 5, 6 | –           |
| Mercedes-Benz | Citaro C2         | 2      | 48-49           | Juin 2013                           | 1, 2, 3, 5, 6 | –           |
| Mercedes-Benz | Citaro C2 Hybrid  | 2      | 51-52           | Octobre 2019                        | 1, 2, 3, 5, 6 | –           |
| Setra         | S 416 LE Business | 3      | + 3 inconnu     | Octobre 2020                        | 2             | –           |

### Midibus
| Constructeur  | Modèle             | Nombre | Numéros de parc | Période de mise en service | Affectation | Observation |
| ------------- | ------------------ | ------ | --------------- | -------------------------- | ----------- | ----------- |
| Mercedes-Benz | Citaro K C2        | 1      | 50              | Juillet 2015               | 3           | –           |
| Mercedes-Benz | Citaro K C2 Hybrid | 1      | 53              | Octobre 2021               | 3           | –           |

### Minibus
| Constructeur | Modèle         | Nombre | Numéros de parc | Période de mise en service | Affectation | Observation |
| ------------ | -------------- | ------ | --------------- | -------------------------- | ----------- | ----------- |
| Fiat         | Ducato III     | 1      | 130             | Novembre 2012              | TAD         | –           |
| Ford         | Transit Custom | 4      | 801-804         | Février 2019               | TAD         | –           |

### Autocars
| Constructeur  | Modèle        | Nombre | Numéros de parc | Période de mise en service        | Affectation         | Observation |
| ------------- | ------------- | ------ | --------------- | --------------------------------- | ------------------- | ----------- |
| Irisbus       | Récréo II     | 4      | + 4 inconnu     | Entre janvier 2010 à août 2012    | 4, Lignes Scolaires | –           |
| Iveco Bus     | Crossway Pop  | 2      | + 2 inconnu     | Entre mars 2014 et septembre 2015 | 4, Lignes Scolaires | –           |
| Mercedes-Benz | Intouro II E  | 1      | + 1 inconnu     | Janvier 2011                      | Lignes Scolaires    | –           |
| Mercedes-Benz | Intouro II ME | 1      | + 1 inconnu     | Janvier 2012                      | Lignes Scolaires    | –           |

### Dépôts
- Le dépôt de L'Été Bus&Cars (Océlorn) est situé dans la principauté, au Rte de Ponterec, 29940 La Forêt-Fouesnant
- Le dépôt de Le Meur Bus&Cars (Océlorn) est situé dans la principauté, au 22 ZI Dioulan, 29140 Rosporden

## Tarification
Le réseau Coralie offre deux types de billet occasionnel: "Ticket Unité" et "Carnet de 10 Voyages", des différents abonnements existent pour les voyageurs réguliers.